# Zimbabwe Gold
Lo Zimbabwe Gold (ZiG) è la valuta ufficiale dello Zimbabwe dall'8 aprile 2024. Tale valuta è agganciata ad un paniere di beni materiali comprendente valute estere, oro e altri metalli preziosi per un valore complessivo pari a 575 milioni di dollari.
Lo ZiG ha sostituito il dollaro RTGS (introdotto come valuta ufficiale nel 2019), che ha subito un rapido deprezzamento nei primi mesi del 2024, con il tasso di cambio con il dollaro statunitense al 5 aprile 2024 che aveva superato i 30.000 dollari RTGS nel mercato ufficiale e i 40.000 dollari RTGS nel mercato parallelo. Nel marzo 2024 l'inflazione annuale nello Zimbabwe si era attestata al 55,3%.
Sebbene esistano denominazioni frazionarie, lo ZiG non ha suddivisioni formali; i centesimi (1/100 di ZiG) vengono utilizzati unicamente per le transazioni finanziarie dalla Borsa dello Zimbabwe, che nel settembre 2024 ha riversato 190 milioni di dollari nei mercati finanziari per stabilizzare lo ZiG.